# Aznalcázar
Aznalcázar er en by og kommune i det sydlige Spanien i provinsen Sevilla. Den har et indbyggertal på 4.886 (2024) indbyggere.